# Entwicklungsgebiet Alter Schlachthof

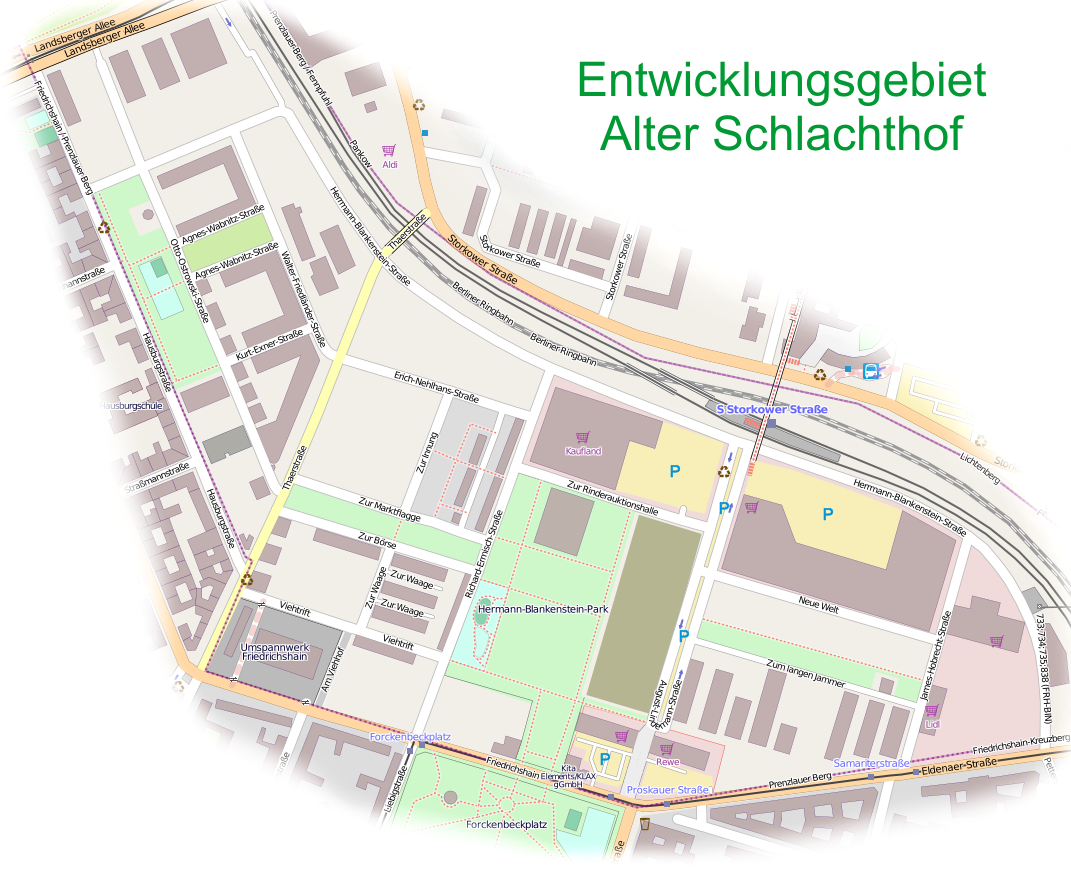
Übersicht des Entwicklungsgebietes aus OpenStreetmap

Das Entwicklungsgebiet Alter Schlachthof (EGAS) ist ein vom Senat von Berlin gefördertes Umbauprogramm für den 1995 stillgelegten Zentralvieh- und Schlachthof im Ortsteil Prenzlauer Berg.
Es ist ein Areal von etwa 50 Hektar Fläche, auf dem zahlreiche Industriehallen aus der früheren Nutzung erhalten sind. Die schrittweise Realisierung des Projektes führte zur Neuanlage eines Straßennetzes in fünf Vierteln sowie zum Bau von Wohnhäusern und der gewerblichen Umnutzung renovierter Viehhallen. Das Gebiet steht in der Berliner Denkmalliste. Der Status Entwicklungsgebiet wurde 2007 beendet, es war aber zu Beginn des Jahres 2011 noch nicht voll ausgebaut, und von den geplanten Bewohnerzahlen waren erst etwa 20 Prozent erreicht.

## Lage
Das EGAS wird im Norden von der Landsberger Allee, im Osten von der Trasse der S-Bahn, im Süden von der Eldenaer Straße und im Westen von der Hausburgstraße klar umgrenzt.
Als wichtige Erschließungsstraßen gelten die Thaerstraße, die sich von der Storkower Straße im Ortsteil Fennpfuhl bis zur Eberty-/ Eldenaer Straße in Nordost-Südwest-Richtung durchzieht sowie die Hermann-Blankenstein-Straße, die das gesamte Gebiet halbkreisförmig umschließt.
Das Straßennetz in diesem Gebiet ist in der Liste der Straßen und Plätze in Berlin-Prenzlauer Berg mit Geschichte, Namensgeber, Besonderheiten dargestellt.

## Geschichte

### Vom Schlachthof bis zu dessen Stilllegung
Der Antrag des Arztes Rudolf Virchow auf ein öffentliches und hygienisch kontrolliertes Schlachthaus für Berlin im Jahr 1864 führte bis 1877 zum Bau des Central Vieh- und Schlachthofes nach Plänen von Hermann Blankenstein. Der Schlachthof erhielt eine ausgezeichnete Anbindung an das Gleisnetz der Eisenbahn und wurde mehrmals erweitert.
Im Zweiten Weltkrieg wurden rund 80 Prozent der historischen Backsteinbauten vernichtet. Anschließend, zwischen Mai 1945 und 1948, dienten große Teile des Geländes der roten Armee als Lager- und Umschlagplatz für Reparationsgüter, darunter auch zahlreicher Kunstschätze wie dem Pergamonaltar. Der Abtransport der Waren erfolgte über die auf russische Breitspur umgenagelte Strecke Berlin–Frankfurt (Oder). Ein weiterer Teil des Geländes wurde bis etwa 1950 für die Zwischenlagerung von Kriegstrümmern genutzt. Im neueren Geländeteil, südöstlich der Thaerstraße, konnte der Schlachtbetrieb wieder aufgenommen werden. Die historischen Rinderställe entlang der Landsberger Allee (damals Leninallee) wurden durch andere Unternehmen der DDR genutzt. – Nach der Wende sollten auf dem Gelände Unterkünfte für Teilnehmer der Olympischen Sommerspiele 2000 entstehen. Dafür wurden die Einrichtungen des für die Versorgung der Berliner Bevölkerung wichtigen Zentralvieh- und Schlachthofs endgültig stillgelegt und umfangreiche Abrissarbeiten durchgeführt.

### Entwicklung nach 2000
Weil Berlin nicht den Zuschlag für die Ausrichtung der Olympischen Sommerspiele 2000 erhalten hatte, ließ der Senat von Berlin neue Pläne für die Nutzung des Geländes entwerfen. Dazu wurden das Gebiet am 22. Juni 2002 als förmlicher Entwicklungsbereich Alter Schlachthof festgelegt und im November des gleichen Jahres die neu gegründete Stadtentwicklungsgesellschaft Eldenaer Straße (S|ES) als Entwicklungsträger eingesetzt.
Auf der Fläche sollte schrittweise das Stadtquartier Alter Schlachthof mit etwa 250.000 m2 gewerblicher Nutzfläche und Wohnungen für 4500 Bewohner entstehen. Das Gebiet wurde verwaltungsmäßig in fünf Areale unterteilt: das Hausburgviertel zwischen Hausburgstraße, Thaerstraße und Storkower Straße im Nordwesten, östlich der Thaerstraße das Thaerviertel, den Blankensteinpark im Zentrum sowie das Eldenaer Viertel und das Pettenkofer Dreieck im Osten. Diese fünf Gebiete wurden europaweit zum Kauf ausgeschrieben. Parallel erfolgte die Anlage eines kompletten neuen Straßennetzes und dessen Anbindung an vorhandene Verkehrswege. Unter Berücksichtigung erhaltenswerter und teilweise denkmalgeschützter Gebäude sowie der Umgrenzungsstraßen wurde ein symmetrisches System von Straßen mit einem zentralen Park konzipiert. Anschlussstellen wie die Thaerstraßenbrücke oder die Fußgängerbrücke von der Storkower Straße und dem gleichnamigen S-Bahnhof zu dem Gelände wurden umfassend erneuert und den Planungen angepasst. Die neuen Straßen und öffentlichen Plätze umfassen insgesamt eine Verkehrsfläche von 6900 m2. Sie erhielten Namen nach Architekten (Hermann Blankenstein, Richard Ermisch, James Hobrecht, August Lindemann), nach verdienten Politikern oder Kaufleuten (Kurt Exner, Walter Friedländer, Erich Nehlhans, Otto Ostrowski, Agnes Wabnitz), nach früheren Nutzungen einzelner Wege oder Gebäude (Viehtrift, Zur Börse, Zur Innung, Zur Rinderauktionshalle, Zur Waage) sowie volkstümliche oder Lagebezeichnungen (Am Viehhof, Zum Langen Jammer, Zur Marktflagge). Auch ein früher in der Nähe vorhandenes Kiezlokal erstand neu als Straßenname: Neue Welt. – Alle Erschließungsmaßnahmen wurden aus dem Treuhandvermögen der EGAS finanziert.

## Intensive Bebauung zwischen 2002 und 2010

### Reihenhäuser, Infrastruktur

Panorama des Nordwestteils (Hausburgviertel) mit dem Blick von der Hausburgstraße über die Otto-Ostrowski-Straße zur Landsberger Allee

Lebten im Jahr 2000 gerade einmal sechs Personen in diesem Gebiet, waren es im Jahr 2004 schon 430 und Ende 2009 bereits 894. Die ersten amtlich registrierten Bewohner zogen im Frühjahr 2002 in Mietshäuser, die sich um den Wasserturm gruppieren.
Mehrere Investoren ließen an den neu angelegten Straßen neue Wohnblöcke, Stadthäuser und Stadtvillen errichten. Die baulich noch erhaltenswerten Hallen wurden und werden zu Reihenhäusern, Loftwohnungen oder Gewerbeimmobilien umgebaut oder in Teilen in Neubauten einbezogen. Die Planung sah den Abschluss der Bauarbeiten bis 2009 vor, was aber nicht eingehalten werden konnte.

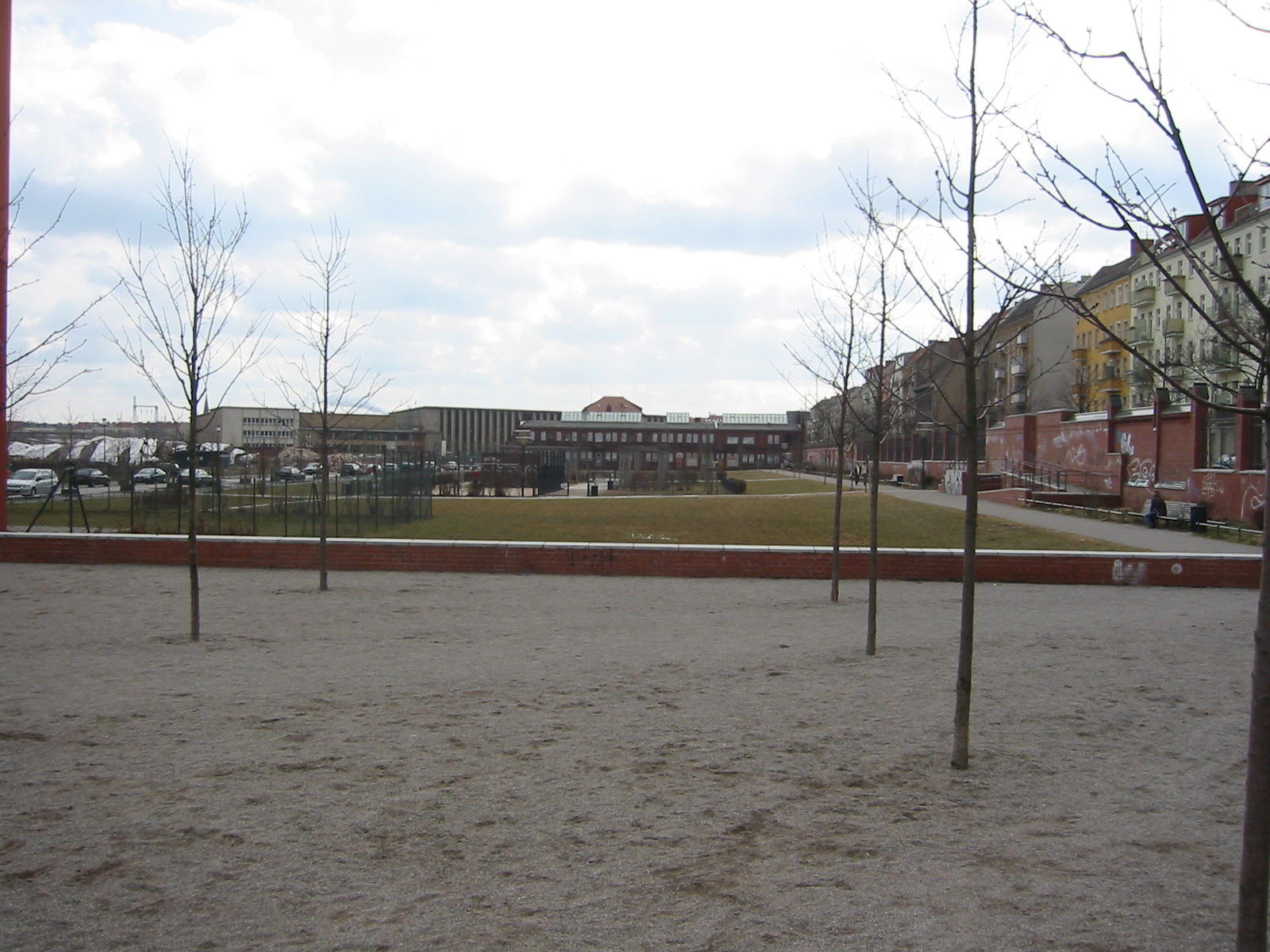
Hausburgpark

Im Hausburg- und Thaerviertel entstand neben Dienstleistungs- und gewerblichen Nutzflächen Wohnraum für etwa 2700 Bewohner und soziale Infrastruktureinrichtungen wie Kindertagesstätten sowie Spiel- und Sportplätze und der Hausburgpark. Er umfasst eine Nettofläche von rund 11.600 m2, wurde nach Plänen von Michael Palm für 1,3 Millionen Euro hergerichtet und am 27. Juni 2003 eröffnet.
Auffälligstes Gebäude ist der achteckige Turm an der Otto-Ostrowski-Straße 14, der nach der Entkernung des Geländes stehen blieb. Er ist der Schaft eines 1878 errichteten Wasserturms, den eine Ingenieurfirma aus Berlin nach seiner Außerdienstsetzung und mehrjährigem Leerstand umfassend saniert hatte. Anschließend wurde er mit orangem Putz versehen und dient heute als Kieztreff. Im Erdgeschoss befindet sich seit Sommer 2013 ein Café, welches auch die Außenanlagen des Turms als Gästebereich nutzt. Die oberen Räume wurden für Wohnzwecke umgebaut.
Das Eldenaer Viertel und das Pettenkofer Dreieck bieten überwiegend Nutzflächen für Dienstleistungen und Handel. So befinden sich nun dort unter anderem ein großer Supermarkt, zwei Möbelhäuser, ein Baumarkt und einige kleine Gastronomie-Betriebe. An der Eldenaer Straße ist in einem Neubau, dessen Backstein-Architektur sich an früheren Hallen orientiert, ein weiterer Discounter entstanden. Im November 2007 eröffnete in der Hermann-Blankenstein-Straße ein Getränkemarkt, und ein SB-Warenhaus wurde an der August-Lindemann-Straße fertiggestellt.
Im Jahr 2006 wurde der letzte gültige Bebauungsplan vom Berliner Senat festgesetzt. Seit Ende des gleichen Jahres geht die Bebauung in Form von Townhouses rasch voran. Das Entwicklungsrecht für das Gebiet wurde Ende 2007 offiziell beendet, das führte zur Einstellung der Tätigkeit der S|ES zum 31. Dezember 2007. Das Treuhandvermögen wurde aufgelöst, gleichzeitig wurden die baulichen Beschränkungen für die Restflächen aufgehoben. Seit 2008 erfolgt die freie Vermarktung der verbleibenden Baufelder, die etwa 20 Prozent der Gesamtfläche ausmachen.

### An der baulichen Gestaltung der Gebäude des EGAS beteiligte Architekten oder Unternehmen (Auswahl)
Diese kommen aus ganz Europa:
- Weisener KG (Heinz Weisener, Hamburg)
- Büro a6 (aus Hamburg)
- Architekturbüro Bernd Faskel (Berlin)
- Bernhard Leisering (1951–2012, Berlin; spezialisiert auf Denkmalpflege und Altbausanierung: Gewerbehof Eldenaer Straße)
- mehrere Investoren hatten Interesse an der Nutzung der Rinderauktionshalle nordöstlich neben dem Blankensteinpark bekundet:
Im Jahr 2003 entstanden in der riesigen Halle Aufnahmen für den Film In 80 Tagen um die Welt (Jackie Chan), im Jahr 2006 plante ein irischer Investor eine kleinteilige Mischnutzung wie Wellness, Boutiquen, Gastronomie. Auch an einen Umbau als Manufakturen- und Handwerkerhalle durch die Zunft AG wurde gedacht. Alle Ideen scheiterten jedoch.
- Gnädinger Architekten (Berlin)
begannen im Jahr 2009 mit der Entkernung der Rinderauktionshalle und bauten das Innere bis 2011 um.[8] Im Mai 2011 eröffnete in der komplett sanierten Halle (äußere Maße 212 Meter lang, 72 Meter breit) das Unternehmen Zweirad-Center Stadler ein Fahrradgeschäft. Es ist die zweite Berlin-Filiale des Unternehmens und präsentiert sich auf einer Gesamtfläche von 16.000 m².[9]
- Frank Müller (Müllers Büro) begann 2008 mit der Planung zur Errichtung von drei fünfgeschossigen Passivhäusern in Holzbauweise. Das Projekt wurde im Rahmen einer Baugemeinschaft an der Thaerstraße 27/27a und Zur Börse 2 in den Jahren 2009/2010 verwirklicht.
- HB Reavis entwickelt seit Anfang 2019 ein Büroprojekt unter Einbeziehung der ehemaligen Schweineschlachthäuser an der Landsberger Allee 104.[10]

### Blankensteinpark

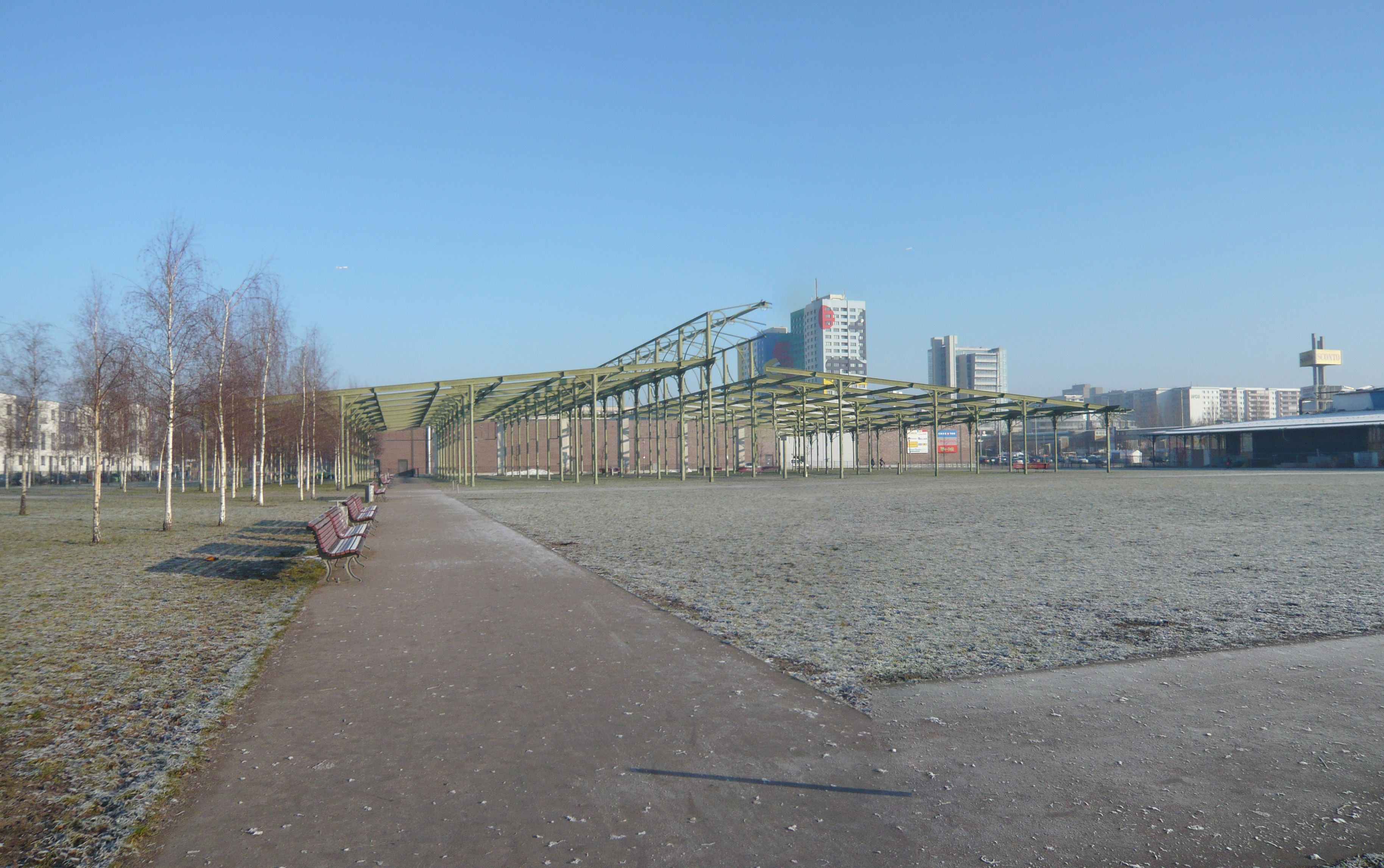
Hermann-Blankenstein-Park mit den integrierten Resten der Hammelauktionshalle

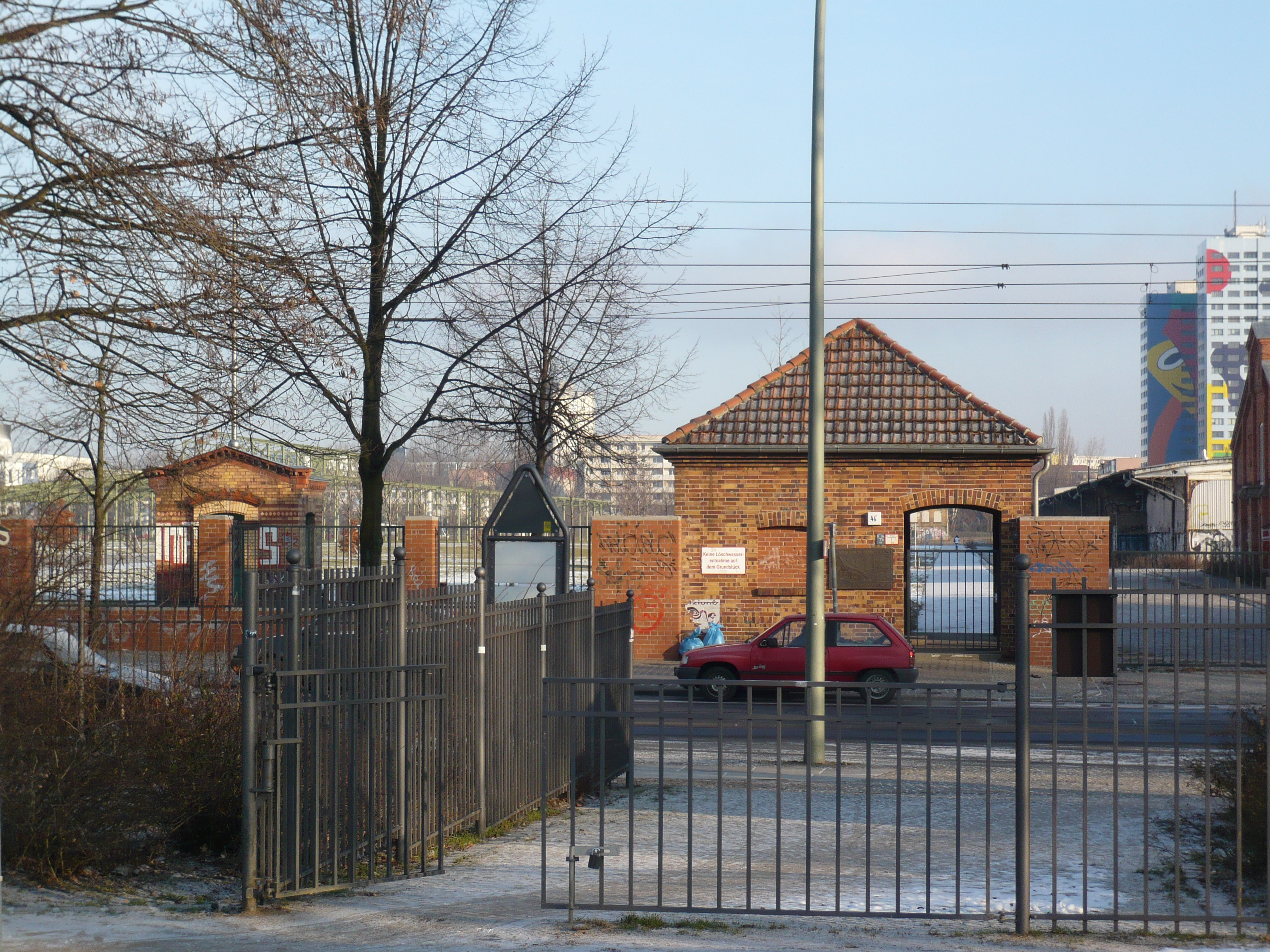
Blick auf den südlichen Bereich des Blankensteinparks

Im Zentrum des neuen Stadtquartiers befindet sich der 5,1 Hektar große Hermann-Blankenstein-Park, umgrenzt von den Straßen Zur Rinderauktionshalle, August-Lindemann-Straße, Eldenaer Straße und Richard-Ermisch-Straße. Für den Park wurde 2001 ein Realisierungswettbewerb von der Senatsverwaltung für Stadtentwicklung ausgelobt. Daran beteiligten sich mehrere Landschaftsarchitekten, darunter auch WES & Partner zusammen mit den Architekten Trojan + Trojan, deren Entwurf angekauft wurde. Der Siegerentwurf stammt von der Landschaftsarchitektin Gabriele G. Kiefer mit Christine Edmaier. – Durch die Pflanzung eines Wildkirschen-Baumes am 13. September 2004 startete die zuständige Senatorin Ingeborg Junge-Reyer den offiziellen Beginn der Bauarbeiten. Die Eröffnung fand bereits am 18. Oktober 2004 statt, doch erst Ende 2005 wurde die Parkanlage für 1,3 Millionen Euro fertiggestellt. Das denkmalgeschützte Metallgerüst der Hammelauktionshalle wurde als nördlicher Abschluss in den Park integriert. Ein Birkenwäldchen, Kieswege, Bänke, Rasenflächen und ein Ballspielplatz laden seitdem Spaziergänger und Besucher zur Erholung. Unter der Rasenfläche des Parks befindet sich ein Regenwasser-Rückhaltebecken.

### Weitere Grünflächen

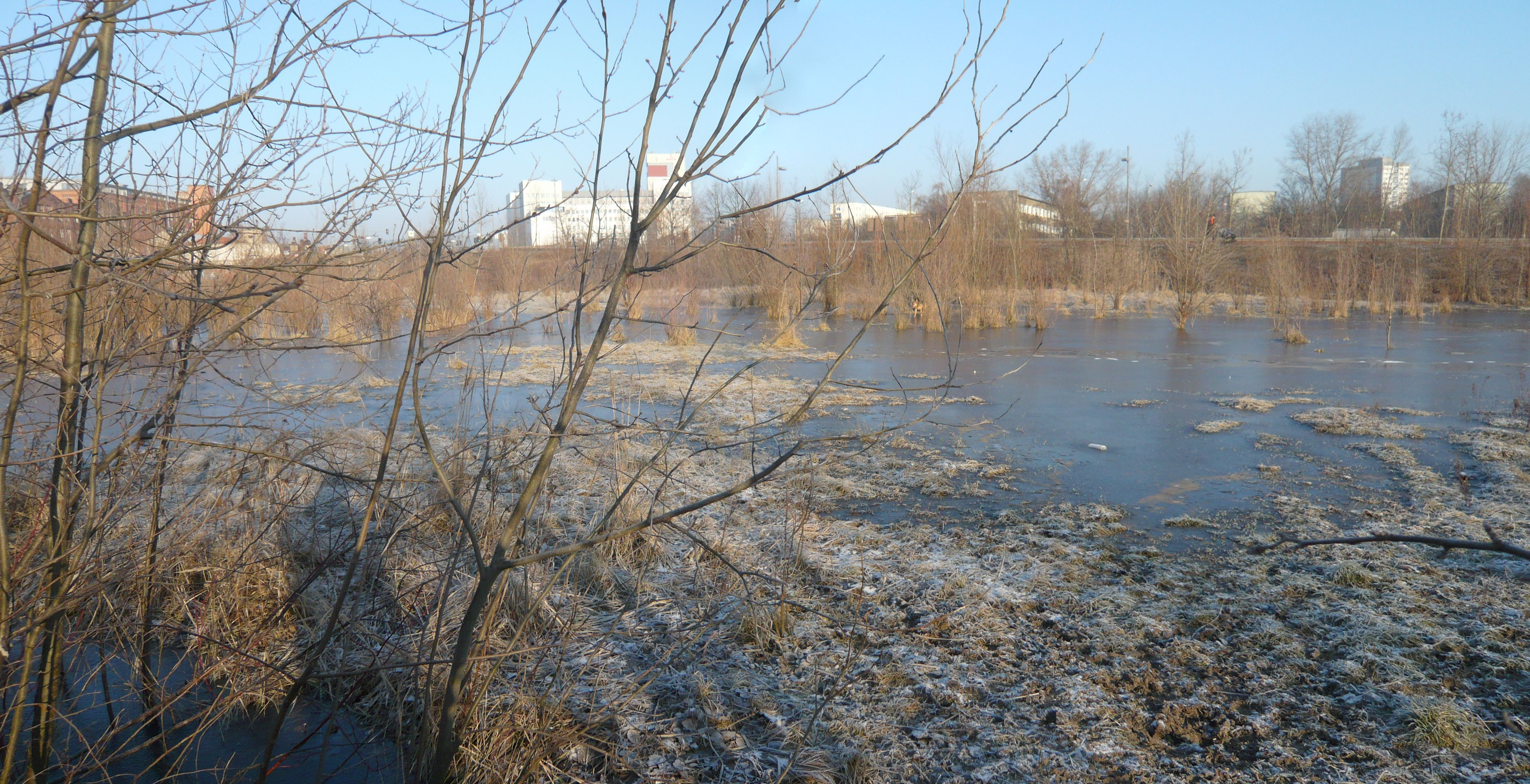
Brachfläche

Auch die anderen EGAS-Viertel verfügen über öffentliche Grünflächen, so sind insgesamt etwa zehn Hektar, also ein Fünftel der Gesamtfläche, für Grünflächen ausgewiesen. Zwischen der Erich-Nehlhans- und der Hermann-Blankenstein-Straße liegt noch eine größere Brachfläche, die im Frühjahr 2011 als natürliches Feuchtgebiet auffiel, das jedoch von einem Bauzaun eingegrenzt ist.

## Weitere Komplettierung des neuen Wohngebietes ab 2011
Der jährlich erstellte Sozialatlas wies Ende 2010 das neue Wohnquartier als sehr beliebt bei jung und alt aus, es zählt zu den kinderreichen Gebieten bei gleichzeitiger geringer Arbeitslosigkeit.
An verschiedenen Abschnitten des Gebietes kündeten im Januar 2011 Baustellenschilder Aktivitäten weiterer Firmen wie Avila („Avila Carré“), Baugrund („Eigentumswohnungen am Blankensteinpark“) oder cds Wohnbau („Eldenaer Höfe“) an.
Ein Abschluss ist noch nicht in Sicht; es gibt noch etliche Brachflächen und die geplante Einwohnerzahl (4500) wird in absehbarer Zeit auch kaum erreicht.

## Verkehr
Obwohl der neue Wohnstandort bei der Bebauungsplanung als autofreies Wohngebiet ausgewiesen wurde, erbrachte der städtebauliche Wettbewerb eine konventionelle Bebauung. Die Initiative Stadtviertel e. V. (ehem. Leben ohne Auto e. V.) bemühte sich dann zwar noch um einen autofreien Bauabschnitt und fand dafür auch einen Investor. Dieser konnte oder wollte jedoch nicht den geforderten hohen Grundstückspreis bezahlen. Und da außerdem der damalige Verkehrsstaatssekretär eine Realisierung abgelehnt hatte, wurde daraus nichts.
Das Gelände des ehemaligen Schlachthofes ist durch die S-Bahnhöfe Landsberger Allee und Storkower Straße sowie durch mehrere Bus- und Straßenbahnlinien sehr gut erschlossen.
Von der Landsberger Allee führt die Otto-Ostrowski-Straße fußläufig in das Hausburgviertel, der Zugang ist mit einem Bärentor geschmückt.